# SN 2004bz
SN 2004bz – supernowa typu Ia odkryta 2 czerwca 2004 roku w galaktyce M+02-56-25. W momencie odkrycia miała maksymalną jasność 18,30m.